# Allainville (Yvelines)
 Allainville  es una población y comuna francesa, en la región de Isla de Francia, departamento de Yvelines, en el distrito de Rambouillet y cantón de Saint-Arnoult-en-Yvelines.

## Demografía
| 243 | 189 | 189 | 181 | 273 | 293 |
| Para los censos de 1962 a 1999 la población legal corresponde a la población sin duplicidades (Fuente: INSEE [Consultar]) |     |     |     |     |     |